# Osiedle Ks. Bronisława Markiewicza
Osiedle Ks. Bronisława Markiewicza – jednostka pomocnicza gminy (osiedle) miasta Krosno. Według danych z 2019 r. osiedle liczyło 8846 mieszkańców i posiadało powierzchnię 72,9 ha.
Budowę osiedla mieszkaniowego rozpoczęto w 1972 r. i do początku lat 90. nosiło nazwę Osiedle XXX-lecia PRL. 